# Al-Husayn ibn Ali (sceriffo della Mecca)
al-Ḥusayn ibn ʿAlī Al Hashimi (in arabo ﺍﻟﺤﺴﻴﻦ بن علي الهاشمي‎?; Costantinopoli, 1854 – Amman, 4 giugno 1931) è stato sharif della Mecca e, più tardi, emiro hascemita della medesima Città santa dal 1908 al 1916, quando si autoproclamò re dell'Hegiaz, ottenendo il riconoscimento internazionale.
Nel 1924 si proclamò "sovrano del Paese degli Arabi" (malik bilād al-ʿarab), intendendo rivendicare la sua signoria morale sul mondo arabo orientale e non solo sul regno hascemita del Ḥijāz, ma proprio nel 1924 fu sconfitto da ʿAbd al-ʿAzīz Āl Saʿūd e costretto ad abdicare e ad abbandonare tutti i suoi titoli a favore del suo primogenito ʿAlī.

## Biografia

### Infanzia
Di stirpe hascemita, al-Ḥusayn ibn ʿAlī Himmat nacque a Istanbul, capitale dell'impero ottomano, e fu l'ultimo degli hascemiti a governare la regione del Ḥijāz per nomina del sultano ottomano.

### Prima guerra mondiale

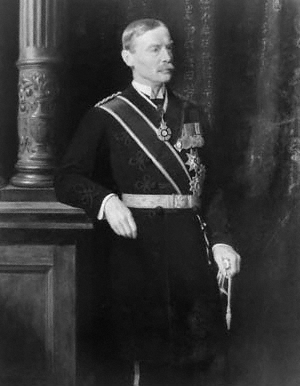
Henry McMahon

Durante la prima guerra mondiale, al-Ḥusayn ibn ʿAlī Himmat si era alleato con gli ottomani e la Germania, ma fu convinto a mutare orientamento da una corrispondenza durata dall'estate 1915 all'inizio del 1916 che ebbe con l'alto commissario britannico a Il Cairo, Sir Henry McMahon (che fu poi improvvidamente resa pubblica dal figlio Fayṣal davanti al Consiglio supremo inglese anni dopo). Gli inglesi, alla ricerca di una figura che si ponesse a capo dell'insurrezione araba, dettero la garanzia ad al-Ḥusayn che sarebbe stato ricompensato con un "grande regno arabo" che avrebbe abbracciato il territorio intero fra Egitto e Persia, con l'eccezione dei possedimenti imperiali britannici e di quelli di interesse in Kuwait, Aden e sulla costa siriana (sotto tutela francese). Una lettera datata 24 ottobre 1915 risulta essere di grande interesse:
Il carteggio McMahon-Husayn era stato preceduto dalla missione compiuta dal figlio Fayṣal a Damasco (nota come "protocollo di Damasco") nel 1914 con il quale i gruppi nazionalisti arabi clandestini al-Fatāh (nel Levante) e al-ʿAhd (a Baghdad) si impegnavano nei confronti dell'Inghilterra a sostenere la lotta indipendentista contro gli ottomani, in cambio della costituzione di uno stato arabo unito e indipendente. Al-Ḥusayn sarebbe stato a capo della confederazione comprendente tre regni, l'Hegiaz, la Siria e l'Iraq, i cui troni sarebbero stati occupati dai tre figli, ʿAli b. al-Ḥusayn, lo stesso Fayṣal e ʿAbd Allāh.

### Re del Hijaz

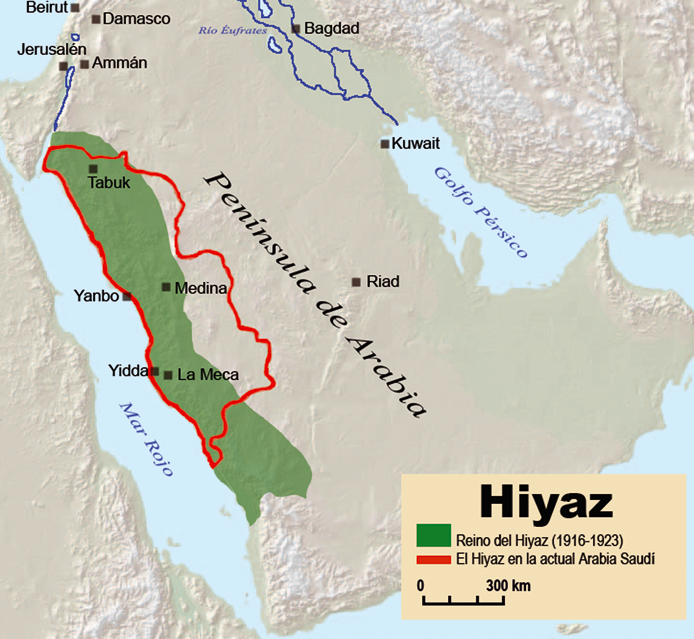
Il Regno hascemita dell'Hegiaz (in verde) tra il 1917 e il 1923.

Il 10 giugno 1916, quando al-Ḥusayn si proclamò re del Hegiaz, si dichiarò contestualmente re dei Paesi Arabi (malik bilād al-ʿarab), fidandosi delle promesse fattegli dal Regno Unito. Ciò aggravò il suo conflitto con ʿAbd al-ʿAzīz, re del Najd, contro il quale aveva combattuto nel 1910, prima del primo conflitto mondiale, a fianco degli ottomani.
Lo sceriffo si ribellò così al potere ottomano proclamando la rivolta araba nel novembre 1916. Al-Ḥusayn si dovette intestare la guida della sollevazione dell'elemento arabo contro il predominio turco, nei fatti assecondando le mire britanniche (e francesi) che avrebbero così evitato una dispendiosa occupazione armata di quei territori, facendo degli hascemiti i loro debitori. Lo sceriffo tuttavia chiedeva chiare contropartite e apparve in più occasioni inflessibile, pretendendo precise garanzie e lauti compensi.
L'opzione al-Ḥusayn era appoggiata da una parte del Foreign Office britannico (nonché dal colonnello Lawrence, entusiasta sostenitore della "causa hascemita", contrastato dal filo-saudita St John Philby). Non tutti a Londra parteggiavano per lui, preferendogli l'acerrimo nemico Ibn Saʿūd. L'accordo con il clan hascemita e con al-Ḥusayn perderà di valore con la sottoscrizione dell'accordo Sykes-Picot (1916), che cancellava virtualmente (anche se solo alla fine della guerra) l'alleanza con l'hascemita, coinvolgendo francesi e russi nella spartizione del Vicino Oriente.

### Re dei Paesi Arabi

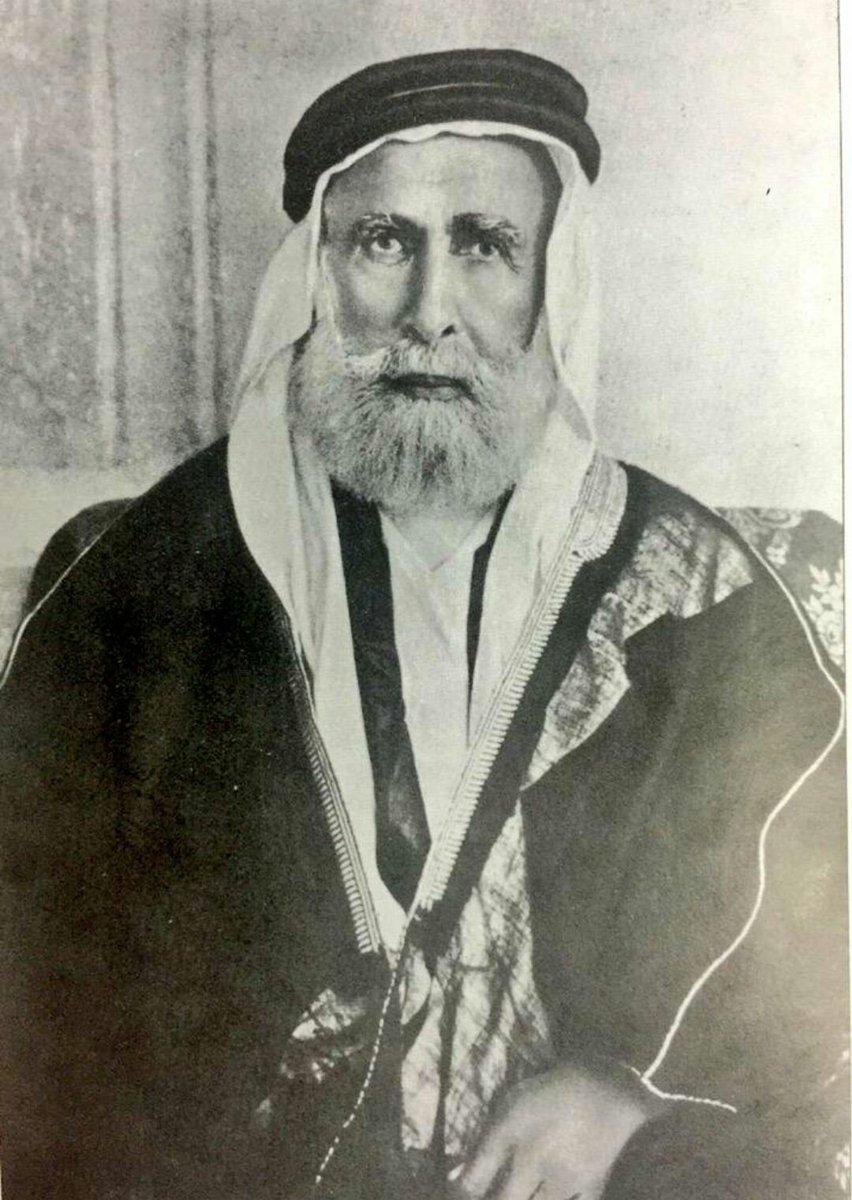
Il re Husayn d'Arabia in una fotografia d'epoca

Nel 1920, su istigazione di Lawrence e di altri agenti inglesi, azione che provocò le ire di Lloyd George e delle autorità inglesi, un congresso di notabili arabi siriani riunitosi a Damasco il 7 marzo aveva proclamato unilateralmente l'indipendenza di Iraq e Siria sotto lo scettro dell'emiro Fayṣal e di ʿAbd Allāh, contro la decisione dei britannici e dei francesi che, sprezzanti nei confronti di quell'arabismo al quale erano inclini solo strumentalmente, puntavano ormai unicamente a spartirsi il Vicino Oriente attraverso il sistema dei mandati. Il mese successivo, infatti, la conferenza di San Remo assegnava alla Francia il mandato sulla Siria con l'avallo britannico e quelli sulla Palestina e la Mesopotamia alla Gran Bretagna. La neocostituita monarchia siriana venne bruscamente soppressa allorché i francesi assunsero il controllo della Siria, con il risultato di scatenare una grande e sanguinosa resistenza, la cui acme fu costituita dalla battaglia di Maysalūn.

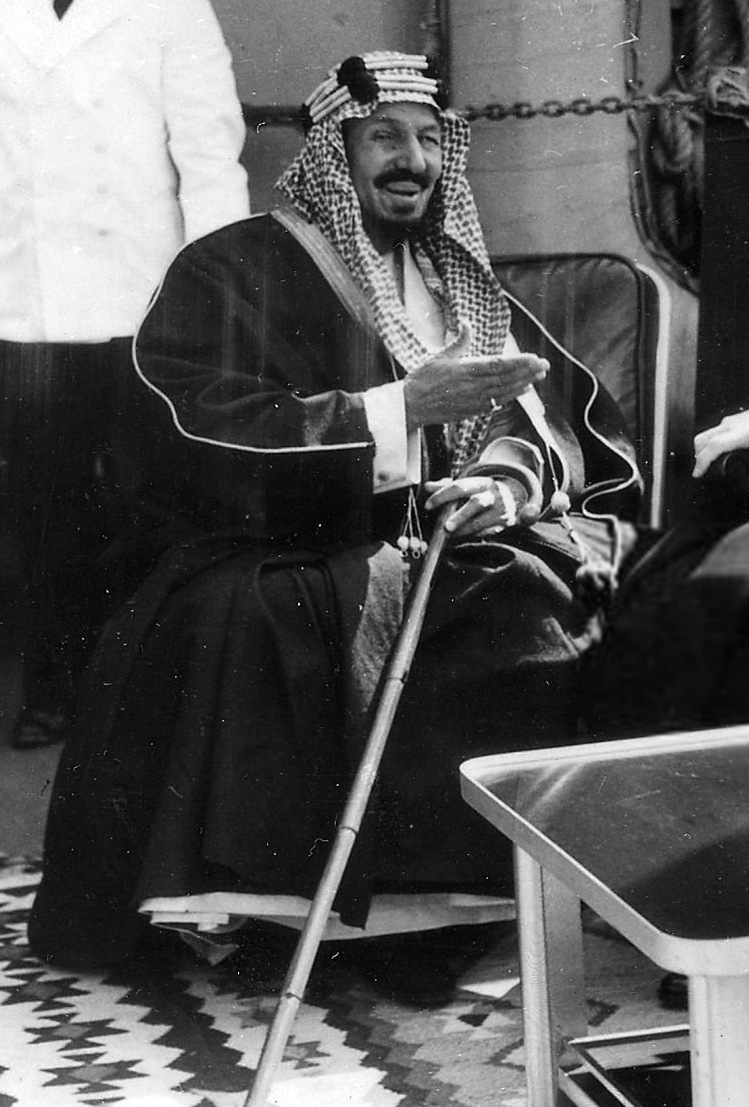
Abd al-Aziz dell'Arabia Saudita, che diverrà poi primo sovrano del moderno regno saudita

Nell'immediato dopoguerra, gli arabi, sebbene liberi dal cosiddetto "giogo ottomano", erano posti sotto il sistema dei mandati decretato dalla Società delle Nazioni a favore della Francia e del Regno Unito. I figli di al-Ḥusayn furono, ad ogni modo, dopo diverse difficoltà, a mo' di ricompensa, fatti re di Transgiordania (più tardi Giordania), Siria e Iraq. Fayṣal era ormai preferito dai britannici, in quanto più malleabile del padre (in particolare sulla questione della colonizzazione ebrea della Palestina), che pretendeva il titolo di califfo. Fu così ricompensato con l'istituendo trono iracheno nel 1921.
Due giorni dopo che il califfato ottomano fu abolito dalla Grande Assemblea Nazionale turca, il 3 marzo 1924, al-Ḥusayn si dichiarò califfo a La Mecca; questa dichiarazione, apparsa avventata e priva di ogni riconoscimento internazionale, provocò la sua espulsione dalla penisola arabica da parte dei sauditi, ormai egemoni e privi di interesse verso il titolo califfale. Ibn Saʿūd sconfisse al-Ḥusayn definitivamente nel 1924, malgrado lo sceriffo continuasse a usare il titolo di califfo anche quando viveva in Transgiordania, ospite dell'emiro suo figlio. Malgrado avesse sostenuto al-Ḥusayn dall'inizio della rivolta araba, la Gran Bretagna scelse di non aiutare al-Ḥusayn per respingere i sauditi, ormai preferiti come interlocutori negli affari mediorientali; essi infatti conquistarono ben presto Mecca, Medina e Jedda.

### Abdicazione e morte
Obbligato a rifugiarsi a Cipro, andò a vivere ad Amman, in Transgiordania, dove suo figlio ʿAbd Allāh era emiro. Dopo avere abdicato per breve tempo salì sul trono il figlio ʿAli ibn al-Ḥusayn, ma dovette in breve fuggire di fronte all'invasione di Ibn Saʿūd e le sue forze wahhabite.
Al-Ḥusayn morì ad Amman nel 1931 e fu sepolto a Gerusalemme.

## Discendenza
al-Husayn, che ebbe quattro mogli, fu padre di cinque figli e tre figlie:
- ʿAlī, secondo e ultimo re del regno hascemita del Hijaz;
- ʿAbd Allah, emiro (poi re) di Transgiordania;
- Faysal, re d'Iraq;
- Zeid, che succedette al re Faysal II d'Iraq al suo assassinio nel 1958, ma non governò mai, essendo l'Iraq diventato una repubblica;
- al-Ḥasan (morto giovane);
- Ṣāliḥa;
- Fāṭima;
- Sāra.

## Nella cultura di massa

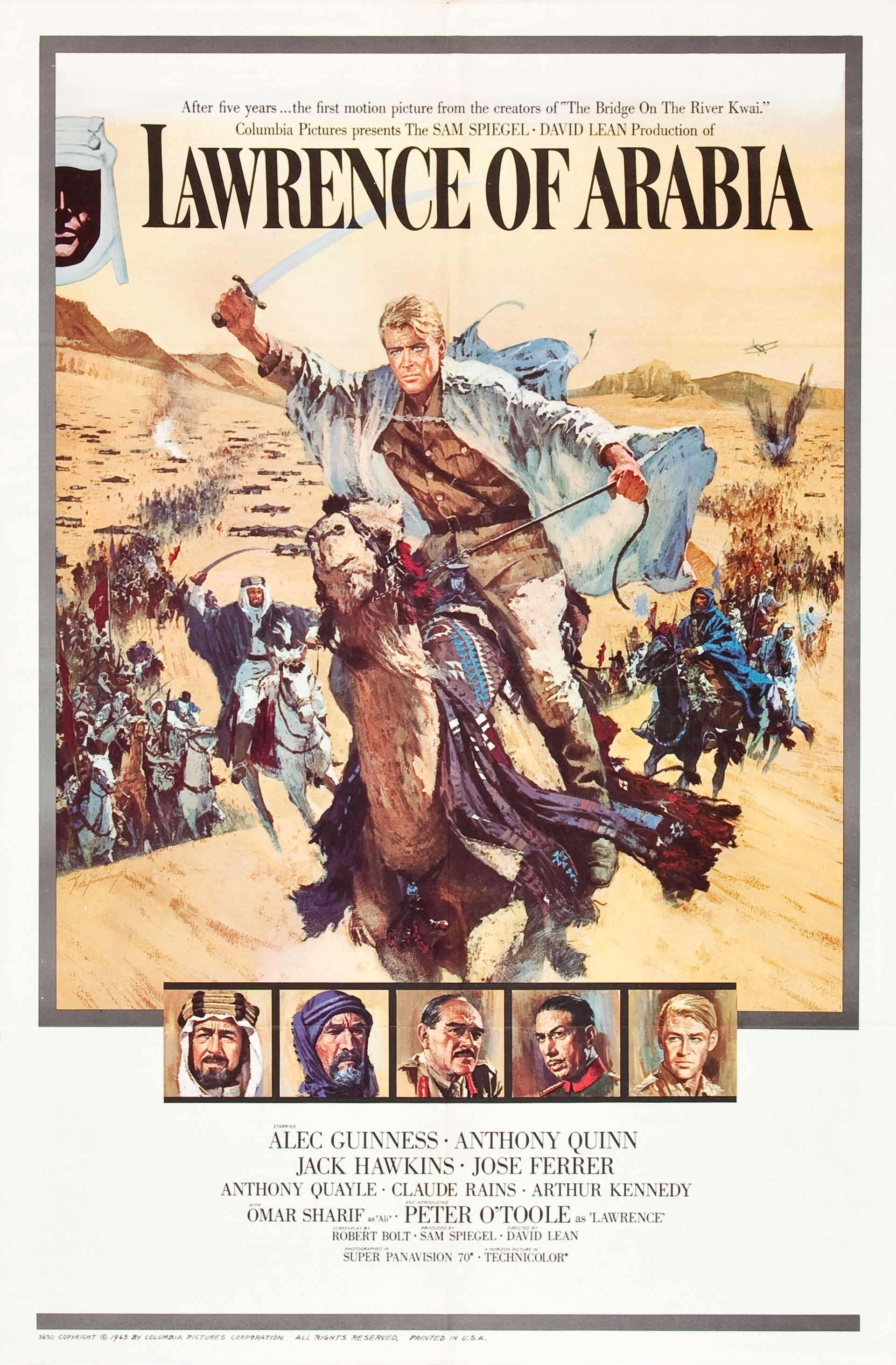
La locandina di Lawrence d'Arabia. Il principe Faysal, interpretato da Alec Guinness è rappresentato in basso a sinistra

- Nel film del 1962 Lawrence d'Arabia di David Lean, Alec Guinness interpreta l'emiro Faysal, figlio dello sceriffo al-Husayn ibn ʿAlī.